# Horace Rawlins
Horace Thomas Rawlins (5 de agosto de 1874 — 22 de janeiro de 1935) foi um jogador inglês de golfe profissional, que venceu a primeira edição do U.S. Open Championship, em 1895, e tornou-se o primeiro vencedor de um "major" fora do Reino Unido.
Rawlins nasceu em Shanklin, na ilha de Wight, Inglaterra e foi profissional do clube no Mid-Herts Golf Club, quando abriu em 1893. Disputou num evento profissional em Stanmore Golf Club, em junho de 1894.
Após emigrar para os Estados Unidos, Rawlins aceitou o cargo como assistente profissional no Newport Country Club, em Newport, Rhode Island. Quando seu clube organizou a primeira edição do U.S. Open, no dia 4 de outubro de 1895, ele foi um dos onze jogadores a participar. Jogando apenas em seu terceiro torneio, Rawlins chocou o mais consagrado Willie Dunn, ao conquistar o título por duas tacadas de vantagem durante os 36 buracos. O primeiro U.S Open foi um evento de um dia disputado imediatamente após os três dias do U.S. Amateur, que recebeu muito mais atenção na época. Rawlins ganhou $150 e mais uma medalha de ouro, equivalente a $50, e o Open Championship Cup, os quais foram para o seu clube. Rawlins terminou em segundo lugar no U.S. Open, em 1896.
Rawlins não venceu quaisquer outros principais torneios. Envolveu-se no projeto do campo de golfe, tendo, em 1910, feito algum trabalho no campo do Springhaven, em Wallingford, Pensilvânia, que foi originalmente desenhado pela Ida Dixon, em 1904.

## Principais torneios

### Título (1)
| Ano  | Torneio   | Pontuação vencedora | Margem    | Vice-campeão |
| ---- | --------- | ------------------- | --------- | ------------ |
| 1895 | U.S. Open | 91-82=173           | 2 tacadas | Willie Dunn  |